# Běloky
Běloky är en ort i Tjeckien.   Den ligger i regionen Mellersta Böhmen, i den centrala delen av landet, 15 km väster om huvudstaden Prag. Běloky ligger 309 meter över havet och antalet invånare är 120.
Terrängen runt Běloky är platt. Runt Běloky är det mycket tätbefolkat, med 1 463 invånare per kvadratkilometer. Närmaste större samhälle är Prag, 15,0 km öster om Běloky. Trakten runt Běloky består till största delen av jordbruksmark.